# Ambiorix

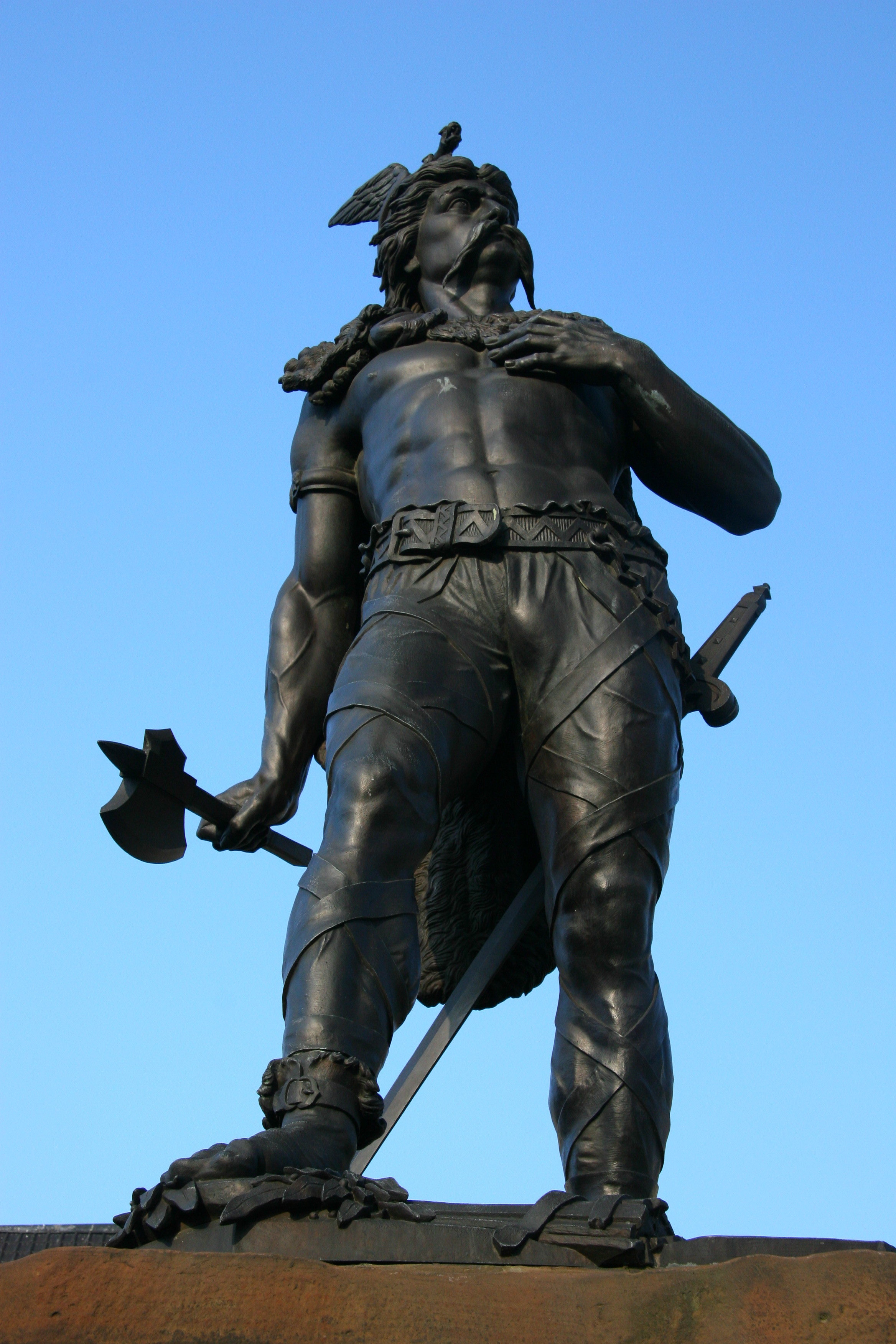
Ambiorix szobra Tongeren főterén (bár semmilyen adat nem maradt fenn kinézetéről).

Ambiorix az eburók fejedelme a Kr. e. 1. században. A törzs a Belgae törzsszövetség tagja volt, amelyik Gallia északi részén telepedett le, a mai Belgium területén. A gall háborúk során Julius Caesar meghódította a területet és Ambiorix felkelést robbantott ki a római uralom ellen, ami miatt a 19. században a belga szabadságharc egyik példaképe, nemzeti hős lett. Ambiorix létezéséről és tevékenységéről csak egyetlen forrás tudósít, ez Caesar saját beszámolója a gall háborúról, a Commentarii de bello Gallico.

## Előzmények
Kr. e. 57-ben Julius Caesar alávetette a lázongó Galliát (nagyrészt a jelenlegi Franciaország), illetve a Belgae törzs szállásterületét, amely lényegében Észak-Franciaország, Belgium és Hollandia területét jelentette, a Rajna folyó vonaláig. Ezen a területen számos önálló törzs élt, amelyek egy törzsszövetséghez tartoztak, de rendszeresen harcoltak egymás ellen, és nem tudtak ellenállni a római támadásnak.
A belgák egyik törzsét alkották az eburók, társuralkodói Ambiorix és Catuvolcus voltak.
Kr. e. 54-ben Caesar kénytelen volt a parancsnoksága alatt álló légiókat a meghódított tartományok között elosztani, mivel abban az évben szárazság volt és a korábbi téli szállások nem tudták eltartani a csapatokat. Egy teljes légiót és 5 cohorsot, Quintus Titurius Sabinus és Lucius Aurunculeius Cotta legátusok vezetésével az eburók közé küldött, akik szállásterülete nagyjából a Rajna és a Meuse folyók között terült el. A légiók a törzs települései közelében építették fel táborukat és minden centuriónak megparancsolták, hogy gondoskodjon katonái ellátásáról - ami természetesen mély ellenérzést váltott ki az éhező belgák között.

## A felkelés

### Ambiorix első támadása
A felkelés 15 nappal a római téli tábor felépülése után kezdődött, amikor Ambiorix és katonái rajtaütöttek egy kisebb római csapaton, akik az erdőben fát gyűjtöttek. A rajtaütés római túlélői visszamenekültek a táborba, szorosan a nyomukban követte ezeket Ambiorix. A rómaiak hamarosan riadóztatták a tábort, elfoglalták állásaikat a sáncokon, illetve kiküldtek egy lovascsapatot, hogy a gyalogosan küzdő belgákat bekerítse.

### Tárgyalás a rómaiakkal
Ambiorix, miután látta, hogy katonái nem bírnak a megerősített falakkal, tárgyalásra hívta a rómaiak vezetőit, Sabinust és Cottát. A tárgyalások során Ambiorix elhitette a rómaiakkal, hogy igazából nem velük van baja, hanem a szomszédos törzsekkel. Figyelmeztette a rómaiakat, hogy ezek a törzsek, a Rajnán átkelő germánok segítségével, támadásra készülődtek a rómaiak ellen. Ambiorix azt javasolta a rómaiaknak, hogy vonuljanak át egy másik római táborba és egyesítsék a csapataikat a támadás visszaverésére és azt is megígérte, hogy nem fogja megtámadni őket.

### A római tábor kiürítése és a csapda
Sabinus és Cotta katonai tanácsot hívott össze a tribunusok és a centuriók részvételével és egész éjszaka azt vitatták, hogy mitévők legyenek: Sabinus megbízott Ambiorixban és követni akarta tanácsait. Cotta azonban maradni akart és fel akarta venni a harcot az állítólagos támadókkal. Bár kezdetben Cotta kerekedett felül és kiadta a parancsot a maradásra, de végül is a rómaiak a távozás mellett döntöttek. A katonák az egész éjszakát a tanácskozással, majd azt követően ingóságaik szelektálásával töltötték (mivel csak korlátozott csomagot vihettek magukkal).
Sabinus és Cotta a legközelebbi római tábor felé indultak egy meglehetősen hosszú, elnyújtott menetoszlopban és amikor elvonultak egy völgykatlanba, Ambiorix katonái megtámadták őket. Sabinus és Cotta több-kevesebb sikerrel próbálták kialakítani a légiók harcrendjét, amit megnehezített a völgyben rendelkezésre álló szűk hely, illetve hogy a katonák igyekeztek a poggyászból menteni a számukra értékes ingóságokat és ezért elhagyták a harcrendet. A rómaiak végül kialakítottak egy kör alakú arcvonalat, amely bekerítés esetén általában előnyös, de a belgáknak csak olaj volt a tűzre, hiszen megérezték a rómaiak kétségbeesését. Ambiorix kiadta a parancsot katonáinak, hogy ne bocsátkozzanak közelharcba, csak távolról hajítsák fegyvereiket a rómaiakra és amikor egy cohors előrenyomul, akkor vonuljanak vissza.

### A légió pusztulása
Ennek eredményeként a rómaiak egyre szorosabbra tömörültek, hiszen amikor egy cohors kitört, hogy az ellenséget üldözze, oldala fedezetlenül maradt, csakúgy, mint a két oldalán álló cohorsoknak, amelyek természetesen szerették volna a réseket bezárni. A római katonák egyre kisebb területre szorultak és a belgák által kilőtt v. elhajított minden fegyver szinte biztos találatot eredményezett. Sabinus ekkor tárgyalást kezdett Ambiorixal, és megadta magát, amire Cotta nem volt hajlandó. Ambiorix megparancsolta Sabinusnak, hogy tegye le a fegyvert, majd miután az engedelmeskedett, lemészárolták. Cotta és megmaradt katonáinak nagy része is elesett a harcban, egy kisebb csapatnak viszont sikerült kitörni és visszavonulni a táborba, amit hajnalban elhagytak. A katonák itt az éj leszálltáig ellenálltak a támadásnak, majd kilátástalan helyzetüket látva öngyilkosságot követtek el. Néhánynak sikerült elmenekülni, ezek az erdőkön keresztül elérték Titus Labenius táborát, aki a Remi törzs területén tartózkodott légiójával.

### A lázadás kiterjedése
A következő nap Ambiorix az egyik legnagyobb belga törzs, az Atuatuci felé vette az irányt lovasságával és gyalogsága szorosan követte. A győzelem hírével sikeresen lázította fel ezt a törzset, majd a Nervii, Centrones, Grudii, Levaci, Pleumoxii és a Geiduni törzseket is fellázította. Az első közös támadást a Nervii-k területén, Quintus Tullius Cicero (a híres szónok unokaöccse) irányítása alatt álló légió ellen indították, akik még nem értesültek a másik légió sorsáról. Cicero ellenállt az első támadásnak: katonái nappal a gallok ellen harcoltak, éjszaka pedig az erődítményeket javították illetve a következő napi támadás elhárítására készültek. Hírvivőket küldtek Caesarhoz, de a gallok minden üzenetet elfogtak. A Nervvi törzs szintén tárgyalást kezdeményezett Ciceroval, és hasonló trükkel próbálták tőrbe csalni, mint korábban Ambiorix: egész Gallia harcban áll a rómaiak ellen, a germánok átkeltek a Rajnán és megtámadták Caesart, de ha leteszik a fegyvert, akkor a Nerviik garantálják épségüket. Amire Cicero csak annyit válaszolt: „a római nép nem tárgyal fegyveres ellenséggel, amennyiben leteszik a fegyvert, akkor követeket küld Caesarhoz és kegyelmet kér nekik.”
Az ostrom hetedik napján a gallok felhevített agyaggolyókkal és égő nyílvesszőkkel lőtték a római tábort, és ezzel egyidőben támadásra indultak a korábban épített ostromtornyokból. Az ostrom során említik név szerint Titus Pulfio és Lucius Varenus centuriókat, akik a 2005-ben bemutatott Róma című televíziós sorozat főszereplői.

## Caesar bosszúja
Cicero egyik katonájának, a Nervii törzsből származó Verticónak végül sikerült kicsempészni egy üzenetet Caesarhoz, aki haladéktalanul útnak indult, és utasította Marcus Crassus quaestort is, hogy csatlakozzon légiójával. Caesar két légió élén közelítette meg az ostromlókat, akik a De bello Gallico beszámolója szerint mintegy 60 000-en voltak. Caesar egy megerősített tábort építtetett katonáival, és közelébe csalogatta az ellenséget, majd meglepetésszerű támadásával szétszórta azokat és bevonult Cicero táborába.
Miután Caesar leverte a lázadók első támadását, a telet a helyzet megszilárdításával töltötte, és sikerrel tartotta meg maga mellett a gall törzsek többségét. A következő évben Caesar visszatért a tartományba, leverte a belgák ellenállását, és szinte teljesen kiirtotta a lázadást elindító eburókat. Cativolcus öngyilkosságot követett el (megmérgezte saját magát), Ambiorix azonban néhány támogatójával átkelt a Rajnán és nyoma veszett a germán erdőkben.

## A felkelés visszhangja
Caesar joggal állította a belgákról, hogy minden gallok közül ezek a legbátrabbak („…Horum omnium fortissimi sunt Belgae…”). Ennek ellenére a gallok ellenállását sikeresen leverte és római provinciát szervezett a törzs területén.
Ambiorix neve egészen a 19. századig feledésbe merült, csak a belga szabadságharc alatt került elő megint, amikor a belgák egy történelmi személyt kerestek a szabadságharcosok inspirálására. Ambiorix „dicső” tettei, ahogyan a Commentarii de bello Gallico-ban beszámolt róluk Caesar, éppen kapóra jöttek. 1841-ben Joannes Nolet de Brauwere van Steeland belga költő lírai eposzt írt Ambiorix tetteiről és 1866. szeptember 5-én felavatták szobrát Tongeren főterén. Bár semmilyen bizonyíték nem került elő arra nézve, hogy Ambiorix hogyan nézett ki vagy hogy egyáltalán Tongeren környékén lakott, de ez Belgium egyik legrégebbi települése, amelyet Atuatuca Tongorum néven ismertek rómaiak.
Ma már Ambiorix a belga történelem egyik leghíresebb személyisége, számos vállalat, bár, krumplisütöde viseli nevét és az ország másik nagy alkotásában, a képregényekben is rendszeresen feltűnik.
A francia Asterix képregények egyik epizódjában Asterix és Obelix Belgiumba utaznak, hogy kérdőre vonják Caesart kijelentése miatt (miszerint a belgák a legbátrabbak…). A belga főnök, Beefix, valóban emlékeztet egy kicsit Ambiorixra.
2005-ben Ambiorixot is nevezték a legnagyobb belga (De Grootste Belg) címére. A flamand szavazók a negyedik helyre juttatták a döntőben, a vallon részen csak az 50. helyezést érte el.